# Stylidium aeonioides
Stylidium aeonioides är en tvåhjärtbladig växtart som beskrevs av Carlq. Stylidium aeonioides ingår i släktet Stylidium och familjen Stylidiaceae. Inga underarter finns listade i Catalogue of Life.